# Хассанал Болкіах
Хассанал Болкіах (Султан Хаджі Хассанал Болкіах Муїзз уд-Дін Ваддаулахібні аль-Мархум Султан Хаджі Омар Алі Саїф уд-Дін Саад уль-Хаїр уа уд-Дін, англ. Sultan Haji Hassanal Bolkiah Mu’izzaddin Waddaulah Ibni Al-Marhum Sultan Haji Omar ‘Ali Saifuddien Sa’adul Khairi Waddien, нар. 15 липня 1946, Бандар-Сері-Бегаван, Бруней) — султан Брунею (30-й представник династії, що править країною з XIV століття), прем'єр-міністр, міністр оборони та міністр фінансів країни.

## Біографія
Народився 15 липня 1946 року. Закінчив інститут «Вікторія» в Куала-Лумпурі (Малайзія) та Королівську військову академію в Сандгерсті (Велика Британія).
З 1964 року — спадковий принц.
1967 року закінчив військову академію в чині капітана.
Проголошений султаном 5 жовтня 1967 року.
1 серпня 1968 року — коронований.
З 1984 року — прем'єр-міністр, міністр фінансів та міністр оборони.
2010 року особистий статок султана Брунею оцінювався в 20 мільярдів доларів.

## Родина
В червні 2010 року султан оголосив про своє розлучення з третьою дружиною Азріназ Мазхар Хакім та позбавлення її всіх палацових привілеїв. Азріназ — колишня тележурналістка, яка стала до шлюбу з султаном 2005 року, після його розлучення з другою дружиною Маріам Абдул Азіз, яка раніше працювала стюардесою. Хассанал Болкіах залишається в шлюбі зі своєю першою дружиною Салехою. Полігінія не заборонена місцевими законами.

## Нагороди
- Великий хрест ордена Лазні (Велика Британія)
- Великий хрест ордена Святого Михайла і Святого Георгія (Велика Британія)
- Орден князя Ярослава Мудрого I ступеня (Україна, 7 березня 2004 року)[4]
- Орден «За заслуги» I ступеня (Україна, 24 березня 2011 року)[5]

## Звання
- Фельдмаршал (Бруней, 1967)
- Генерал Брунейських ВПС (Бруней, 1967)
- Адмірал (Бруней, 1967)
- Генерал (Велика Британія, 23 лютого 1984, почесне звання)
- Головний маршал авіації Королівських ВПС (Велика Британія, 6 листопада 1992, почесне звання)
- Адмірал (Велика Британія, 4 серпня 2001, почесне звання)
- Почесний доктор МДІМВ[6]